# Alain Griset
Pour les articles homonymes, voir Griset.
Alain Griset, né le 30 mai 1953 à Faches-Thumesnil (Nord), est un chef d'entreprise et homme politique français. 
Il est ministre délégué aux Petites et Moyennes Entreprises du 6 juillet 2020 au 8 décembre 2021, dans le gouvernement Castex. Il démissionne à la suite de sa condamnation à six mois de prison avec sursis, et trois ans d'inéligibilité avec sursis, pour « déclaration incomplète ou mensongère » de sa situation patrimoniale.

## Biographie
Alain Charles Claude Griset naît le 30 mai 1953, son père est ouvrier métallurgiste et sa mère arrête de travailler après la naissance de ses enfants. Entré comme standardiste dans une entreprise de taxi à 19 ans, après son échec au baccalauréat, il passe ensuite son permis de conduire et l'examen de taxi à 21 ans. Il crée son entreprise de taxi le 1er septembre 1975 à Lille ; il s'installe ensuite à Maubeuge puis à Tourcoing et enfin à Douai,,.
En 1989, il est élu à la Chambre des métiers et de l'artisanat du Nord puis, en 1995, devient président de cet établissement public, poste qu'il occupe jusqu'à la création de la Chambre de métiers et de l'artisanat de région du Nord-Pas-de-Calais en 2005. Président de cet organisme, il est ensuite élu au poste de président de l'Assemblée permanente des chambres de métiers et de l'artisanat de 2000 à 2016, le plus long mandat à ce poste, avant de céder sa place à Bernard Stalter. Il devient en 2016 président de l'Union des entreprises de proximité.

## Affaires judiciaires
En novembre 2020, la Haute Autorité pour la transparence de la vie publique (HATVP) transmet au procureur de la République un signalement pour un possible abus de confiance. Elle indique que « les déclarations de situation patrimoniale et d’intérêts de Monsieur Griset ne sont ni exactes, ni sincères ». Alain Griset se voit reprocher de s'être vu confier sur un plan d'épargne en actions personnel 130 000 € provenant de la cession de parts d'une société civile immobilière détenues par la Confédération nationale de l'artisanat des métiers et des services (CNAMS). Deux enquêtes pour abus de confiance sont ouvertes et, dans ce cadre, le logement privé du ministre à Bercy est perquisitionné. 
Après avoir fait reporter la date de son procès prétextant un problème d'agenda, il est finalement jugé le 12 octobre 2021.

### Condamnation pour déclaration incomplète ou mensongère de situation patrimoniale
Le 8 décembre 2021, il est condamné pour « déclaration incomplète ou mensongère de sa situation patrimoniale » à six mois de prison avec sursis et une peine d'inéligibilité de trois ans avec sursis, il fait appel de ce jugement,. Alain Griset démissionne du gouvernement le jour même.

### Condamnation pour abus de confiance, faux et usage de faux
Il est ensuite également reconnu coupable « d’abus de confiance et de faux et usage de faux » en mai 2022, et condamné à un an d’emprisonnement avec sursis, trois ans d’inéligibilité et 5 000 € d’amende. Il a fait appel des deux condamnations.

### Condamnation pour minoration de patrimoine
Le 4 janvier 2023, la cour d'appel de Paris le condamne, pour le chef de minoration de la valeur de son patrimoine, à quatre mois de prison avec sursis, avec inéligibilité pour trois ans, avec sursis.

## Prises de position
En juin 2020, il estime que les mesures proposées par la Convention citoyenne pour le climat adoptent « une tonalité globale qui ne correspond pas trop à une vision du monde de l'entreprise » et regrette une démarche « échouant à concilier écologie et développement économique et de l'emploi ».

## Décorations
Promu officier de la Légion d'honneur en 2014 (chevalier en 2001), il est suspendu de cet ordre pour une durée de 5 ans le 22 janvier 2025,.